# 富格洛伊
富格洛伊市镇是法罗群岛富格尔岛上的市镇。市镇范围为整个富格尔岛。该市镇是法罗群岛最东边及人口数量最少的市镇，但由于位置偏远，所以该市镇还能作为一个独立的市镇而存在。市镇面积为11.2平方公里，2021年1月时市镇人口数量为41人。
市镇内有两个村庄：哈塔维克村（11人）和奇尔恰村（30人）。富格洛伊市镇成立于1932年，其时范围覆盖富格尔岛和斯温岛的市镇一分为二。

## 图集

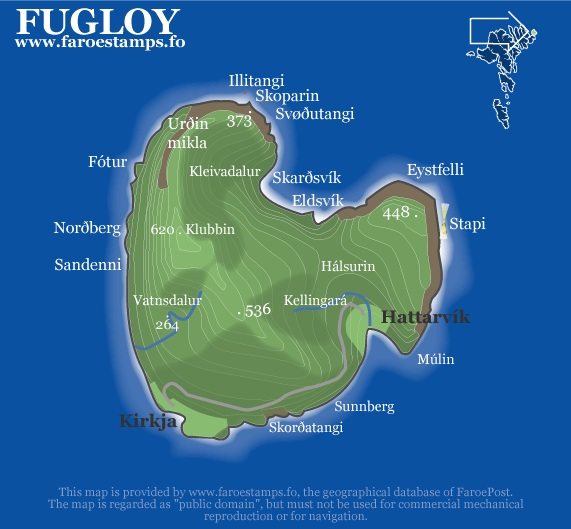
富格洛伊市镇（富格尔岛）地图
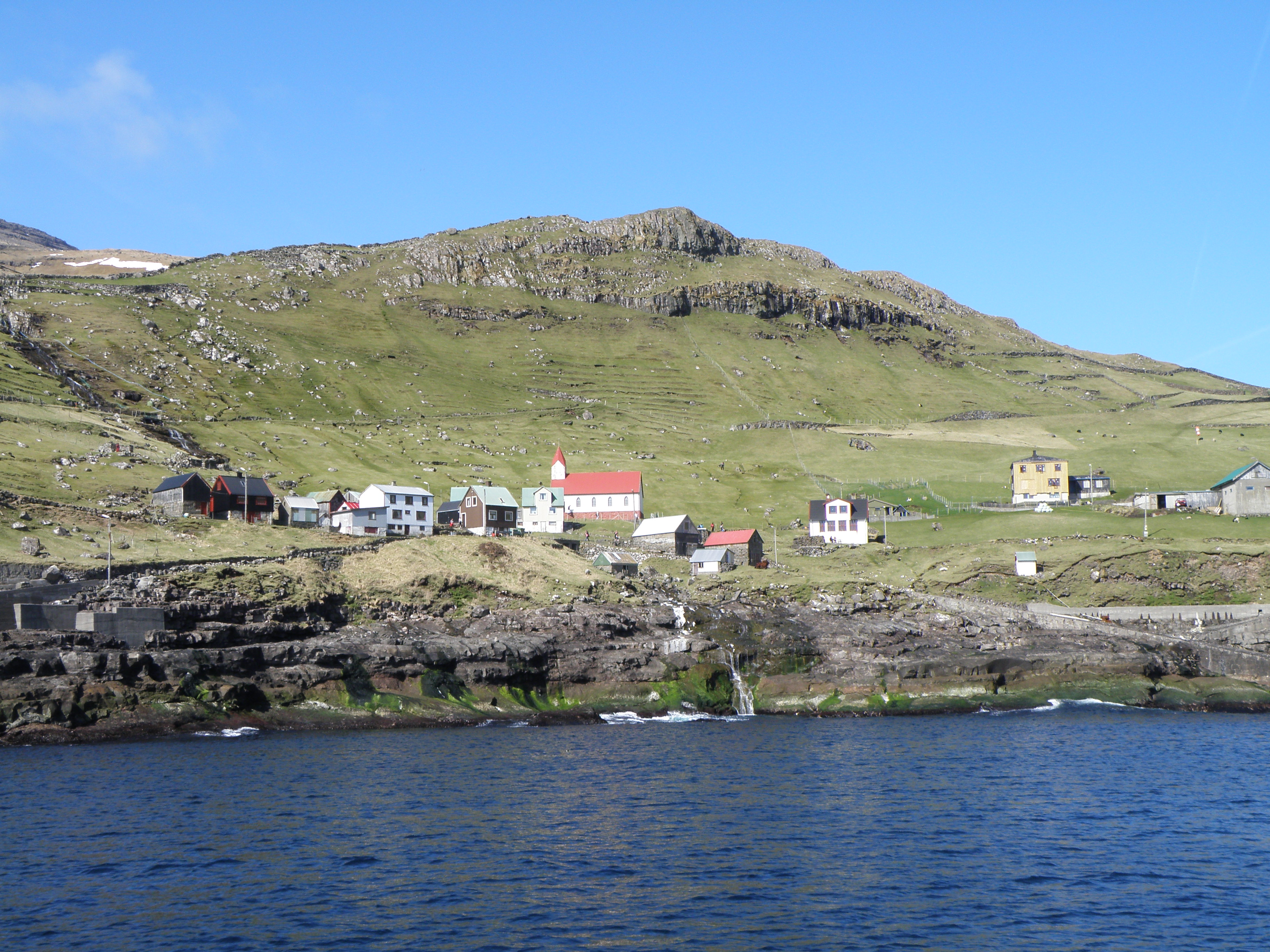
哈塔维克村
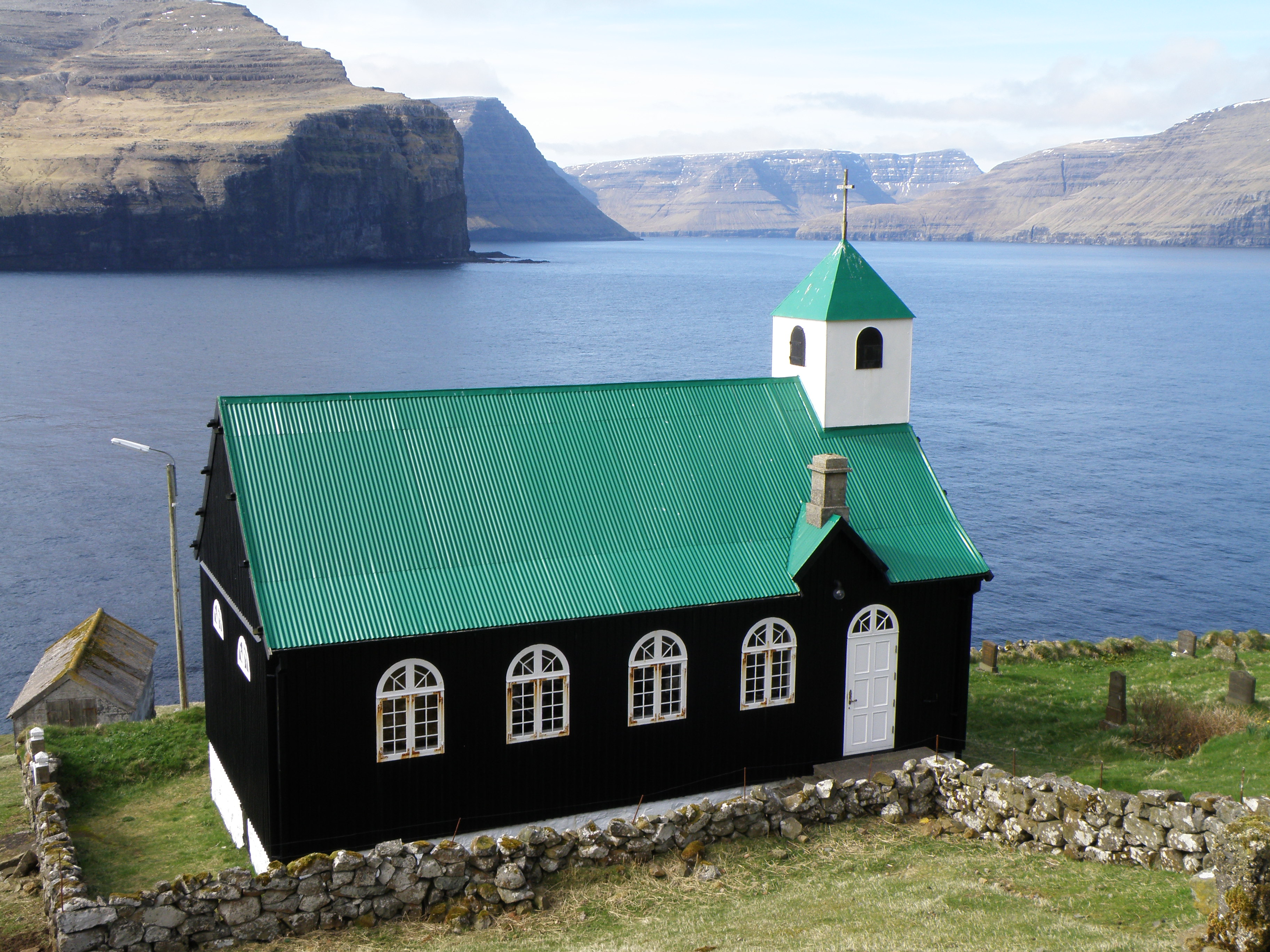
奇尔恰村的教堂
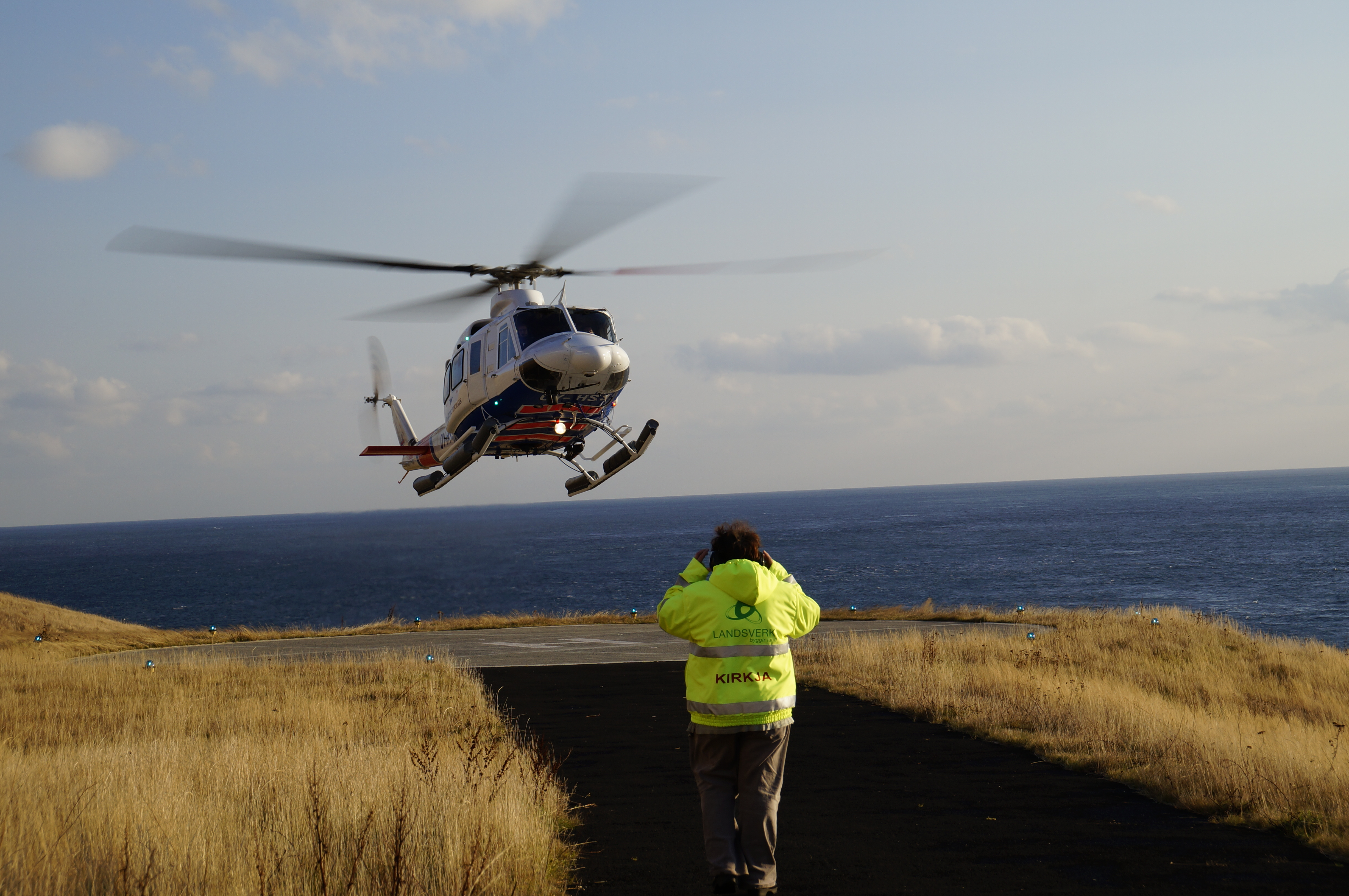
奇尔恰村的直升机场
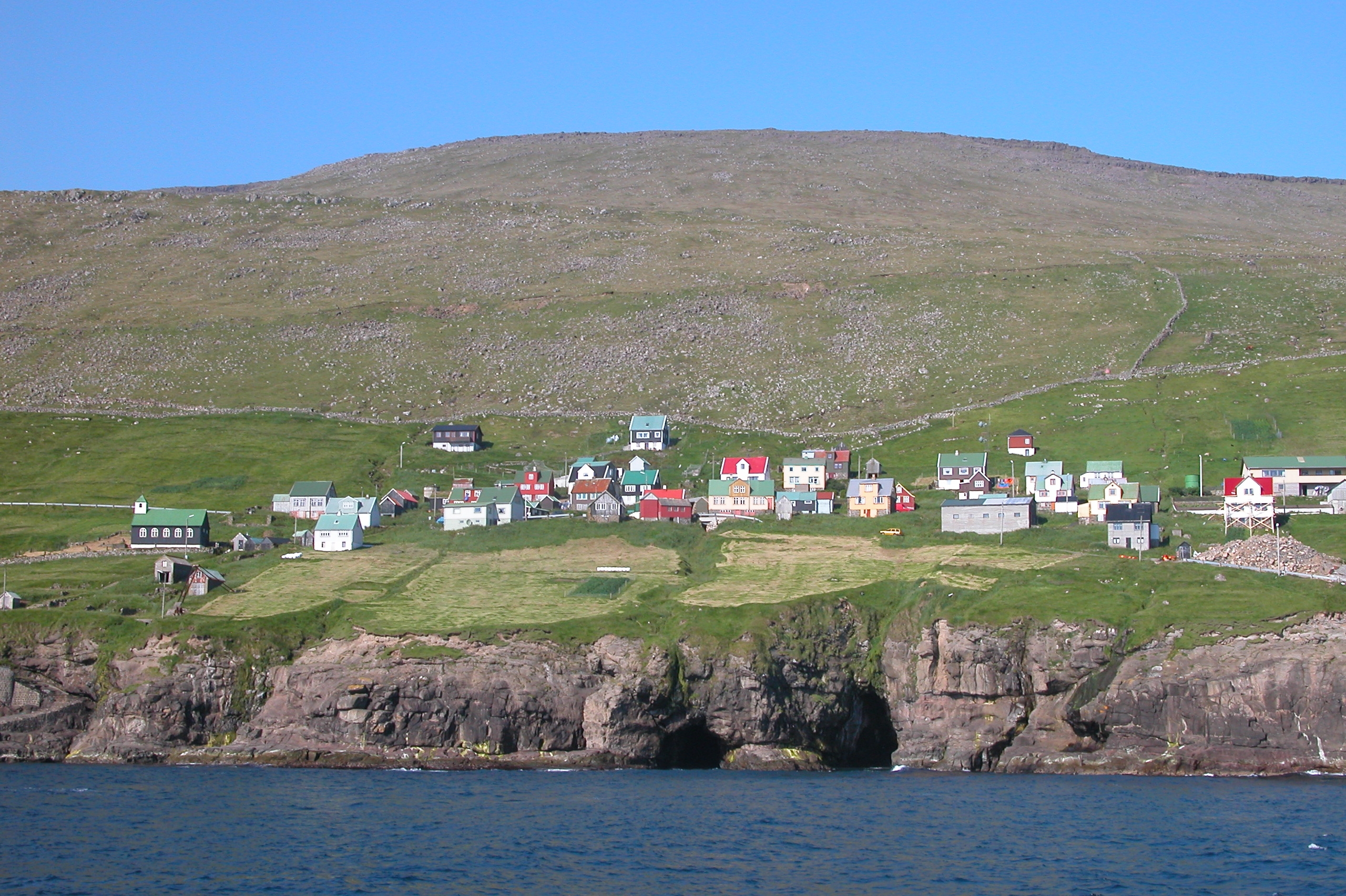
奇尔恰村